# Lycaena arionidula
Lycaena arionidula är en fjärilsart som beskrevs av Kardakoff 1928. Lycaena arionidula ingår i släktet Lycaena och familjen juvelvingar. Inga underarter finns listade i Catalogue of Life.